# خورشیدگرفتگی ۱۹ مه ۱۹۲۸
خورشیدگرفتگی ۱۹ مه ۱۹۲۸ (به انگلیسی: Solar eclipse of May 19, 1928) یک خورشیدگرفتگی از نوع خورشیدگرفتگی کامل است. این خورشیدگرفتگی در تاریخ ۱۹ مهٔ ۱۹۲۸ میلادی (‎۲۹ اردیبهشت ۱۳۰۷ خورشیدی) روی داد که زمان اوج آن، ساعت ۱۳:۲۴:۲۰ به‌وقت ساعت هماهنگ جهانی بوده‌است.